# Konkurrenzdruck
Als Konkurrenzdruck (oder Wettbewerbsdruck) wird in der Wettbewerbstheorie und der Wirtschaft ein hoher Grad an Wettbewerbsintensität auf einem Markt bezeichnet. Im übertragenen Sinne gibt es Konkurrenzdruck auch in anderen Fachgebieten.

## Allgemeines
In Marktwirtschaften gibt es auf allen Märkten außerhalb des Angebots- oder Nachfragemonopols Wettbewerb unter den Anbietern und/oder innerhalb der Nachfrager. Bei einem Angebotsüberhang entsteht Konkurrenzdruck des Angebots, bei einem Nachfrageüberhang entsprechend Konkurrenzdruck der Nachfrage. Steigt die Wettbewerbsintensität, so wird von Wettbewerbs- oder Konkurrenzdruck gesprochen. Weltweit wurden die als Monopole fungierenden Parafisci der Post und Telekommunikation einem zunehmenden Konkurrenzdruck in dem Maße ausgesetzt, wie der Staat konkurrierende Unternehmen zuließ.

## Arten
Horizontaler Wettbewerb liegt vor, wenn sich mindestens zwei selbständige Wirtschaftssubjekte auf demselben sachlich und räumlich relevanten Markt antagonistisch verhalten. Unter vertikalem Wettbewerb wird eine Konkurrenzsituation selbständiger Wirtschaftssubjekte verstanden, die auf verschiedenen Verarbeitungsstufen der Wertschöpfungskette tätig sind und in einer Geschäftsbeziehung Käufer-Verkäufer zueinander stehen. Hierzu gehören vor allem die Zulieferer und Lieferanten.
Dementsprechend entsteht horizontaler Wettbewerbsdruck, wenn die Wettbewerber in einen Preis-, Mengen-, Qualitäts-, Technologie- oder Verdrängungswettbewerb treten. Vertikaler Wettbewerbsdruck trifft diejenigen Zulieferer oder Lieferanten, die vergleichsweise über einen oder wenige Großabnehmer verfügen.
Konkurrenzdruck kann beim Preiswettbewerb entstehen, wenn die Wettbewerber ihre Preispolitik einsetzen, beim Qualitätswettbewerb, wenn die Produkt- oder Dienstleistungsqualität verbessert werden und beim Mengenwettbewerb, wenn das Marktvolumen erhöht wird.

## Determination
Während bei Preisen oberhalb des Gleichgewichtspreises der Konkurrenzdruck der Anbieter zum Tragen kommt, bewirkt bei Preisen unterhalb des Gleichgewichtspreises der Konkurrenzdruck unter den Nachfragern eine Bewegung in Richtung Gleichgewichtspreis: Ein Nachfrageüberschuss führt dazu, dass sich die Nachfrager gegenseitig im Preis überbieten, ein Angebotsüberschuss führt zur Preisunterbietung unter den Anbietern. Während Anbieter Preissenkungen bis zur Preisuntergrenze vornehmen können, steigt die Zahlungsbereitschaft der Nachfrager bis zur Grenze ihres Budgets.
Der Gleichgewichtspreis, der Angebot und Nachfrage zum Ausgleich bringt, stellt sich durch den Konkurrenzdruck auf Anbieter- und Nachfragerseite immer ein. Der Konkurrenzdruck bewirkt eine Auslese zwischen leistungsfähigen und weniger leistungsfähigen Anbietern oder zwischen kaufkräftigen und weniger kaufkräftigen Nachfragern; Konkurrenzdruck der Anbieter führt zu einem Angebotsüberhang, Druck der Nachfrager zu einem Nachfrageüberhang.
Eine anti-saisonale Werbung würde zu hohen Aufmerksamkeits- und Erinnerungswerten führen, weil sie dem Konkurrenzdruck ausweicht, sie führt jedoch nicht zu Verkäufen, da in dieser Zeit das Produktinteresse und der Kaufwille fehlt.

## Ursachen
Wettbewerbsdruck entsteht, wenn sich neue Anbieter einen Marktzutritt auf einem Markt verschaffen und sich dort Substitutionskonkurrenz durch Substitutionsgüter etabliert. Dies gilt auch für den Import von Gütern insbesondere aus Niedriglohnländern. Bleibt die Zahl der Anbieter gleich, kann der Wettbewerbsdruck zunehmen, wenn sich die Marktanteile oder die Marktmacht zu Gunsten eines Anbieters verschieben. Durch Globalisierung wird der internationale Wettbewerbsdruck erhöht und die Übertragung wirtschaftspolitischer Probleme zwischen den Staaten verstärkt.
Eigennutzmaximierung gilt stets dann, wenn persönliche Beziehungen zwischen den Marktteilnehmern keine große Rolle spielen und besser etwas mehr als zu wenig konsumiert werden soll (Nichtsättigungsaxiom). Auf Märkten mit hoher Wettbewerbsintensität kann der Konkurrenzdruck sogar dazu zwingen, sich eigennützig zu verhalten, wenn ein Marktteilnehmer nicht künftig mit einem Marktaustritt rechnen muss oder er nicht über kurz oder lang von Transaktionen ausgeschlossen werden will. Durch verschärften Konkurrenzdruck können auch Unternehmenskrisen entstehen.

## Wirtschaftliche Aspekte
Hoher Konkurrenzdruck kann zu Preissenkungen führen und schmälert damit ceteris paribus die Ertragslage preissenkender Unternehmen; die unternehmerische Gewinnerzielung wird bei steigendem Konkurrenzdruck erschwert. Hoher Wettbewerbsdruck zwingt die Unternehmensleitung nicht nur dazu, die Kosteneffektivität zu erhöhen, sondern auch Kundenwünsche besser zu berücksichtigen. Durch Verbesserung des Leistungsangebotes und durch Innovationen (Produktinnovationen, Finanzinnovationen, Marketing, Service usw.) kann sich der Spielraum der Preisgestaltung erhöhen, woraus ein geringerer Konkurrenzdruck resultiert. 
Gesunder Konkurrenzdruck sorgt für wachsende Selbstkritik der Unternehmer und Manager und steigende Arbeitsmotivation, auch die Produktinnovation und Produktionstechnologie weiter voranzutreiben.

## Abgrenzung
Auf der Seite des Güterangebots wird von Wettbewerb und Wettbewerbsdruck gesprochen, Rivalität gibt es nur bei Gütern, wenn die Nutzung durch ein Wirtschaftssubjekt nur dann vollständig möglich ist, wenn kein anderes Wirtschaftssubjekt das Gut stattdessen oder gleichzeitig nutzt. Die Rivalität in der Güternachfrage gibt es bei rivalen Gütern und nicht-rivalen Gütern, deren Unterscheidung durch den Rivalitätsgrad erfolgt.

## Konkurrenzdruck in anderen Fachgebieten
Der aus der Ökonomie stammende Begriff des Konkurrenzdrucks wird im übertragenen Sinne auch in anderen Fachgebieten verwendet. 
In der Ökologie beispielsweise wird von Konkurrenzdruck gesprochen, wenn eine Verknappung der Ressourcen zu intraspezifischer Konkurrenz führt; dabei wird zwischen unvollständiger und vollständiger Konkurrenz unterschieden. Der Konkurrenzdruck steigt bei zunehmender Individuenzahl der Konkurrenten bei beiden Formen der Konkurrenz, bei der Exploitation genannten Konkurrenz um essentielle Ressourcen und bei der Interferenz genannten Konkurrenz durch direkte antagonistische Interaktionen, um den Konkurrenten zu behindern oder zu schädigen. Zunehmender Konkurrenzdruck bewirkt eine Verminderung der Reproduktionsrate und einen Anstieg der Mortalität. Dabei wirkt sich Konkurrenzdruck auf die an der Konkurrenz beteiligten Individuen ggf. unterschiedlich stark aus. Bei dominanter Konkurrenz können sich die dominanten Individuen, auf Kosten der unterlegenen Konkurrenten, die benötigten Ressourcen selbst in ausreichendem Maße verschaffen. Bei unvollständiger Konkurrenz nehmen Wachstum und Reproduktionsrate bei allen an der Konkurrenz beteiligten Individuen gleichermaßen ab.